# Сновидовичі (зупинний пункт)
Снови́довичі — залізничний пасажирський зупинний пункт Рівненської дирекції залізничних перевезень Львівської залізниці.
Розташований у селищі Сновидовичі Олевського району Житомирської області на лінії Сновидовичі — Сарни між станціями Олевськ (12 км) та Остки (8 км).
Станом на серпень 2019 року щодня дві пари дизель-потягів прямують за напрямком Олевськ — Сарни.